# Krikka Reggae
I Krikka Reggae sono un gruppo musicale italiano, proveniente da Bernalda (MT). 
I loro dischi presentano reggae e ska in numerose varianti, dal roots reggae allo stile dance hall, dal dub al rocksteady. I testi sono in dialetto bernaldese e trattano spesso temi di attualità come lavoro precario, disoccupazione, immigrazione e questione meridionale.

## Storia del gruppo

### 2001-2003: La nascita della Krikka
Il progetto prende forma, in Basilicata sulle spiagge della costa jonica, a seguito di incontri e collaborazioni tra i diversi componenti della band, in occasione di feste notturne e dance hall. La Krikka Reggae partecipa a vari contest, realizza concerti in tutto il Sud e, alla fine del 2003, contribuisce attivamente alla grande protesta popolare contro la decisione del Governo Berlusconi II di localizzare il deposito di scorie nucleari a Scanzano Jonico.
In due anni di fittissima attività live, la band matura notevolmente e nel 2004 vince il concorso  Arezzo Wave Basilicata come migliore tra le band regionali e sono i primi classificati alle selezioni del Rototom Sunsplash a Udine. Nell'estate 2004, oltre alla consueta attività concertistica dei tour, la Krikka Reggae partecipa anche ad altri festival importanti Pollino Music, Salento Summer, Castello Reggae, Bob Marley Tribute, esibendosi così davanti a grandi platee. Aprono poi i concerti di importanti artisti nazionali ed internazionali tra cui Buju Banton, Sud Sound System, Junior Delgado. A fine anno, inoltre, la Krikka Reggae vince il premio fondazione Arezzo Wave Italia, consistente nella coproduzione e nella distribuzione di un cd.

### 2005-2006: I primi album
Nel 2005 pubblicano il loro primo album Da mò s'aval in cui sono raccolte tutte le canzoni create dal gruppo. Il primo cd della Krikka Reggae (Ondanomala Records / Arezzo Wave _ distr. Edel Music”) esce a maggio 2005, è mixato al Sound Studio Service di Città di Castello ed è registrato tra il Little Italy Studio di Campomaggiore e lo studio dei Sud Sound System a San Donato di Lecce. 
Il titolo è una chiara dichiarazione d'intenti, "Da mò s'aval" (che in dialetto bernaldese vuol dire “adesso si fa sul serio”). "Caso archiviato", canzone dedicata a Carlo Giuliani, è inserita nelle compilations Arezzo Wave 2004, Cous Cous Fest 2005, Basilicata Music Net e I-ndipendente.
Il tour di presentazione dell'album registra consensi ovunque e offre l'opportunità al gruppo di suonare come spalla ad artisti come Capleton, Morgan Heritage, Skatalites, Joe Zawinul, Elio e le Storie Tese, Roy Paci, Bandabardò. E poi ancora nuovi festival (Hula hoop, L'acqua in Testa, Fuscaldo Sound, Istria in Reggae) e diverse aperture di concerti di grande interesse (Caparezza, Africa Unite, Michael Rose…)
Nel 2006 la Krikka Reggae partecipa alla finale del concorso “Primo Maggio Tutto l'anno” ed il brano “Caso archiviato” è inserito nell'omonima compilation.
La Krikka Reggae, ad inizio 2007, torna in studio di registrazione e lavora alla stesura dei brani del secondo cd Na' Soluzion. Il disco esce a giugno per l'etichetta di Roy Paci, la Etnagigante/V2 e viene distribuito da Edel. Vede la partecipazione dei Sud Sound System e di Roy Paci che, oltre che essere supervisore artistico della produzione, suona la tromba nella maggior parte dei brani. Dopo un tour estivo, a settembre 2007 viene presentato il video del singolo Na' Storia, girato e diretto da Puntillos, e ambientato sulla spiaggia jonica lucana. Inizia quindi la loro collaborazioni con Roy Paci e con essa inizia il successo a livello nazionale: la band è ospite a Matinée su Rai2 e per una settimana è al primo posto delle band emergenti su All Music, il disco è in rotazione nelle radio di tutta Italia. La band, oltre a lavorare alle pre produzione del terzo album, continua il tour in tutta la penisola e viene selezionata come unica rappresentante italiana per il Golden Stag, festival svoltosi, in diretta televisiva sulla principale rete nazionale, a Brașov, in Romania, ad inizio settembre 2008.

### 2009-2011
Dall'inizio del 2009 la Krikka Reggae è stata impegnata nella produzione del terzo album, Liberati rilasciato su Etnagigante Ingegni e distribuito in Italia da Goodfellas. Uscito a marzo 2011, l'album vede la partecipazione speciale di artisti come Roy Paci, Bunna (degli Africa Unite), Nando Popu (dei Sud Sound System), Mama Marjas, Macro Marco, Franziska, Rankin' Lele & Papa Leu, Hubu, Tonico 70. L'album era stato anticipato dal singolo "Vanità", con un videoclip diretto da Puntillos.
Tra il 2012 e il 2013, oltre ad un intenso tour, la Krikka produce due singoli, oltre a svariate collaborazioni con altri progetti musicali: nel 2012 esce Lukania e nel 2013 partecipa al ComeBackAgain riddim prodotto da Terron Fabio dei Sud Sound System con il brano S'Addumm U'Fuok.
Ha pubblicato il quarto album, In Viaggio. Vengono trattati forti e scottanti argomenti di attualità miscelati con la spensieratezza e la gioia della musica reggae. Tra gli artisti che hanno collaborato in questo album ci sono Roy Paci, Zulù dei 99 posse, Fya George, Fido Guido, Perfect Giddimani e Patto Mc.

### 2019-presente
Nel 2022 i Krikka Reggae festeggiarono il loro ventennale di carriera in una serata intitolata 20 anni di Krikka Reggae, che vide anche l'uscita dell'album Finché la musica suona (Edizioni LSD) il 16 dicembre, anticipato dal singolo omonimo uscito in periodo estivo. Il disco, la cui registrazione comportò 5 anni di lavoro, venne poi presentato durante la Maratona Telethon con il supporto di RAI 1 e vedeva come ospiti Jah Mason, Sud Sound System, Gioman, Killacat e La Marina. Nel maggio 2024 è stato pubblicato su youtube il videoclip del loro singolo Haters telematici, pubblicato per la Kido music.

## Formazione
- Manuel “Brando” Tataranno - voce
- Simone “Big Simon” Cammisa - voce
- Enzo “Sceriffo” Russo - basso
- Franco “the Commendator” Magliocca - batteria
- Enzo Di Stefano - chitarra
- Ivano "Tarallone" Grieco - tastiere

Ex componenti
- Gianpaolo “the Lizard” Ninno - tastiere
- Dino “Biasin” Dibiase - chitarra
- Matteo "Ciuffo" Di Biase - chitarra
- Enzo “Diamond” Rubino - basso[11]

## Discografia
- 2005 - Da mò s'avàl
- 2007 - Na soluzion
- 2011 - Liberati
- 2014 - In viaggio
- 2017 - XV anni di Sound e Cultura [Live]
- 2022 - Finchè la musica suona